# 스타니스와프 리우코
스타니스와프 마리안 리우코(폴란드어: Stanisław Marian Ryłko, 1945년 7월 4일 ~ )는 폴란드의 성직자이다. 1969년 카롤 요제프 보이티와 추기경(훗날의 교황 요한 바오로 2세)이 크라쿠프 교구장을 지낼 때 사제품을 받았다. 이후 교황청 평신도평의회(Pontificium Consilium pro Laicis)에서 비서직을 거쳐 2003년 10월 의장에 선임된다. 2007년 교황 베네딕토 16세에 의해 로마 가톨릭 교회 추기경에 선임되었다.
2010년 대한민국에서 아시아평신도대회가 열릴 때 방한하였다. 서울대교구장 정진석 추기경과 평신도 지도자들을 만났고, 절두산 순교성지와 서울 봉은사, 올림픽경기장, 국립중앙박물관 등지를 방문하였다.
2014년 8월 교황 프란치스코가 윤지충 바오로와 123위 동료 순교자의 시복식과 아시아 청년대회에 참석하기 위해 다시 한국을 방문하였다. 이는 264대 교황 요한 바오로 2세의 방한에 이어 세 번째 교황의 방한이었다. 교황과 함께 꾸려진 사목방문단에는 스타니스와프 리우코 교황청 평신도평의회 의장과 피에트로 파롤린 국무원장, 페르난도 필로니 인류복음화성 장관, 페데리코 롬바르디 공보실장 등이 포함됐다.